# Orion (chanteur)
Pour les articles homonymes, voir Jimmy Ellis, Ellis et Orion.
Orion (de son vrai nom Jimmy Ellis) (26 février 1945 à Orrville dans l’Alabama aux États-Unis - 12 décembre 1998) est un chanteur populaire américain dont les genres musicaux vont du rockabilly, rock'n'roll et country and western.

## Carrière
Il possède un son et une allure vestimentaire qui ressemblent beaucoup à Elvis Presley.
Il est surtout devenu populaire aux États-Unis après la mort d’Elvis Presley en 1977 grâce à son jeu de scène qu’il avait emprunté au King. Dès son jeune âge, il sera fortement influencé par la musique country, particulièrement par Marty Robbins, Eddy Arnold ou Ray Price qui ont eu aussi une grande influence chez Elvis Presley.
Après des études supérieures, il travaillera pour divers clubs locaux de chants. Il enregistra son premier single Don’t Count Your Chickens (Dradco, 1892) en 1964 et en 1968 I Don’t Mind pour Atlantic Records. On le retrouvera aussi sur d’autres labels Woman in The Picture chez Goldband et Outskirts Of Town pour Kris. Au début des années 1970, Ellis sera contacté par Shelby Singleton (en) qui possédait un riche catalogue de chanteurs des années 1950.
Au début des années 1960, Singletlon avait racheté le catalogue de Sun Records appartenant à Sam Phillips (mort le 30 juillet 2003) qui avait lancé les carrières de Johnny Cash, Carl Perkins, Jerry Lee Lewis, Elvis Presley ou encore Roy Orbison. Le catalogue d’Elvis Presley de Sun avait été cédé dès 1955 à RCA. En 1973, Ellis enregistra pour Singleton That’s All Right, Blue Moon Of Kentucky. En 1979, Ellis chante au côté de Jerry Lee Lewis un vieux succès Save The Last Dance for Me. Il enregistra aussi en compagnie de Carl Perkins, de Charlie Rich ou Johnny Cash. Il sera aussi classé no 30 dans le top Country avec Cold Cold Heart. C’est à la même époque qu’il prendra le nom d’Orion.

## Assassinat en 1998
Le 12 décembre 1998, à l’âge de 53 ans, Ellis sera tué près de Orville (dans l'Alabama) au cours d’un vol à main armée dans un magasin de prêt sur gages qu'il avait ouvert. Son ex-femme, Elaine Thompson, âgée de 44 ans, qui tenait l'affaire avec lui, fut tuée aussi. Une amie, Helen King, qui travaillait comme employée, blessée, survivra. Ellis avait un fils, Jimmy Ellis Jr, qui lui survivra. Selon le shérif du comté de Dallas, trois suspects ont été arrêtés. 
Il a été inhumé dans le cimetière de Selma en Alabama. En hommage à la disparition tragique de ce chanteur, le label allemand Bear Family Records a repris tous ses titres dans un coffret de quatre CD.

## Discographie
Sous le nom Jimmy Ellis :
- Ellis Sings Elvis
- Jimmy Ellis At Playground Recording Studio
- James Ellis: Because He Lives
- James Ellis: Genuine
- James Ellis: Special Moments
- James Ellis: The Legend Continues

Sous le nom Orion :
- Reborn (1978)
- Sunrise (1979)
- Country (1980)
- Rockabilly (1980)
- The Final Performance (1989)
- Some Think He Might Be King Elvis (1991)